# Hexestrol
Hexestrol (INN) (tên thương hiệu Synestrol, Synoestrol, Estrifar, Estronal, vô số những người khác), còn được gọi là hexanestrol, hexoestrol, và dihydrodiethylstilbestrol, là một tổng hợp estrogen không steroid của stilbestrol nhóm liên quan đến diethylstilbestrol được dùng để điều trị thiếu hụt estrogen. Dung dịch dầu của hexestrol vẫn được sản xuất tại Nga dưới tên thương hiệu Synestrol (Синэстрол). Hexestrol cũng đã có sẵn và được sử dụng ở dạng ester, bao gồm hexestrol diaxetat, hexestrol dicaprylate, hexestrol diphosphate và hexestrol dipropionate. Hexestrol có khoảng 302% và 234% ái lực của estradiol tại ERα và ERβ, tương ứng. Cùng với diethylstilbestrol, hexestrol là một trong những estrogen mạnh nhất được biết đến.